# سارچیتو
سارچیتو (به ایتالیایی: S'Archittu) یک منطقهٔ مسکونی در ایتالیا است که در کولیری واقع شده‌است. سارچیتو ۱۰۵ نفر جمعیت دارد و ۱۰ متر بالاتر از سطح دریا واقع شده‌است.